# Mateusz Machaj
Mateusz Machaj (* 28. Juni 1989 in Głogów, Polen) ist ein polnischer Fußballspieler. Er spielt im Mittelfeld vorrangig als zentraler Mittelfeldspieler.

## Karriere
Machaj begann seine Karriere in den Jugendmannschaften von UKP Zielona Góra und UKS SP Głogów, ehe er in die Jugendabteilung von Lech Posen wechselte.
2008 kam er in den Kader der ersten Mannschaft. Am 28. September 2008 gab der Mittelfeldspieler sein Debüt in der höchsten polnischen Spielklasse. Machaj wurde im Spiel gegen LKS Lodz in der 90. Minute für Robert Lewandowski eingewechselt. Das Spiel endete 3:0 für Lech. Danach spielte er jedoch nur noch in der Młoda Ekstraklasa für Lech Posen. Zur Rückrunde der Saison 2008/09 wechselte er zu Polonia Słubice in die 3. Liga. In der nächsten Saison wurde er in der Hinrunde an den Drittligisten Tur Turek und in der Rückrunde an den Zweitligisten GKP Gorzów Wielkopolski ausgeliehen. In der Saison 2010/11 wurde er in seine Heimatstadt an den Viertligisten Chrobry Głogów verliehen. Mit diesem wurde er Meister in der Gruppe dolnośląsko-lubuska und zusammen mit Szymon Jaskułowski Torschützenkönig der Liga (beide 16 Tore). Aufgrund dieser starken Leistungen wurde der Erstligist Lechia Gdańsk auf ihn aufmerksam und verpflichtete ihn im Sommer 2011 für umgerechnet etwa 50.000 Euro. Er unterschrieb einen Vertrag bis Mitte 2015. Bei Lechia kam er in der Ekstraklasa zu mehr Einsätzen.